# C22H31NO
化学式C22H31NO（摩尔质量：341.495 g/mol）可以指：
- 托特罗定（英语：Tolterodine），CAS号：124937-51-5
- 止泻木特宁，CAS号：2841-61-4
- 丰土双烯碱，CAS号：1433-99-4
- α-(4-乙氧基苯基)-N,N-二乙基-γ-甲基苯丙胺，CAS号：13988-32-4

|  | 这个同类索引页列出了具有相同分子式的化学物（即同分異構體）条目。 除非您是有意链接至本页，否则应将相应条目的内部链接指向正确的条目。 |